# Amalou
Amalou là một đô thị thuộc tỉnh Béjaïa, Algérie. Dân số thời điểm năm 2002 là 9.116 người.